# 동언고략
《동언고략》(東言考略)은 조선 말기의 한문 서적으로 한국어 어원을 풀이한 책이다. 저자가 박경가라는 설도 있으나 확실하지는 않다. 어원 풀이는 하나같이 한자 뜻풀이에 의한 짜맞추기로 일관하고 있으며 그나마 황당무계한 것이 많아 언어학적 가치는 거의 없으며, 다만 당시의 민간어원을 잘 보여주고 있다.

## 어원의 예
여름熱陰 (여름에 그늘에서 열을 식힌다.)
돌突 (길바닥에 튀어나와 있다.)
나羅 (옛 신라인이 新羅의 라(羅)로 스스로를 일컫는다 하라.)

## 같이 보기
- 민간어원
- 취음